# Mel Smith
Mel Smith (3. december 1952, Chiswick, London, England - 19. juli 2013) var en engelsk komiker, skuespiller, manuskriptforfatter og instruktør.

## Udvalgt optræden
Smith er bedst kendt fra tv-komedieserierne Not the Nine O'Clock News og Alas Smith and Jones. I begge serier medvirkede også Griff Rhys Jones. Smith medvirkede blandt andre også i spillefilmene Fars frygtelige feriedage (1985) og Prinsessen og de skøre riddere (1987), og instruerede film som eksempelvis Bean - den ultimative katastrofefilm (1997).

## Forskelligt
I 1987 lavede Smith en coverversion af julesangen "Rockin' Around the Christmas Tree" sammen med Kim Wilde.

## Filmografi

### Executive producer
- 2003 Blackball

### Instruktør
- 1989 The Tall Guy
- 1994 Radioland Murders
- 1997 Bean
- 2001 High Heels and Low Lifes
- 2003 Blackball

### Forfatter
- 1985 Morons from Outer Space skrevet sammen med Griff Rhys Jones

### Actor
- 1980 Bloody Kids som Disco Doorman
- 1980 Babylon som Alan
- 1983 Bullshot som Crouch
- 1983 Slayground som Terry Abbatt
- 1984 Minder som  Cyril Ash
- 1985 Restless Natives som Pyle
- 1985 Morons from Outer Space som Bernard
- 1985 National Lampoon's European Vacation som London Hotel Receptionist
- 1987 Prinsessen og de skøre riddere som Albino
- 1988 The Wolves of Willoughby Chase som Mr. Grimshaw
- 1989 Wilt som Inspector Flint
- 1991 Father Christmas som Father Christmas
- 1992 Brain Donors (aka Lame Ducks) som Rocco Melonchek
- 1994 Art Deco Detective som Porno Movie Director
- 1996 Twelfth Night: Or What You Will som Sir Toby Belch

## Ekstern henvisning
- Mel Smith på Internet Movie Database (engelsk)
- Mel Smith på Filmdatabasen
- Mel Smith på Scope
- Mel Smith på Svensk Filmdatabas (svensk)
- Mel Smith på AlloCiné (fransk)
- Mel Smith på AllMovie (engelsk)
- Mel Smith på The Movie Database (engelsk)
- Mel Smith på Behind The Voice Actors (engelsk)